# 綜藝100
《綜藝100》為中華電視台（華視，今中華電視公司）1970年代播出之綜藝節目，張小燕主持，詹森雄指揮華視大樂隊現場伴奏。1979年8月26日開播，1984年10月21日停播，播映時間為每週日20:00~21:40，共268集。

## 提要
《綜藝100》的「100」，是雙關語：一是《綜藝100》每集100分鐘，二是華視總部門牌號碼「臺北市光復南路100號」。
《綜藝100》播出五年來，數次更換製作人。《綜藝100》播出78集後，策畫黃昭彥為了兼顧華視另外兩個綜藝節目《星光閃閃》與《週末2100》而離開。在《綜藝100》播出118集時，元老級製作人江吉雄因與華視意見不合而離職；此後《綜藝100》長達6集沒有製作人，張小燕帶領威星傳播製作群繼續製作《綜藝100》，並維持與廣告代理商南星傳播的合作。1982年初，威星傳播吳之敬 接任《綜藝100》製作人，他是佳卉的舅舅。1982年3月，《綜藝100》播出第100集，製作人是蔣紹成。1983年6月17日，華視在第一攝影棚舉辦《綜藝100》200集慶祝酒會。
《綜藝100》的單元有〈熱門話題〉、〈100專輯〉、〈星際新聞〉、〈枕邊細語〉、〈非廣告〉、〈後窗妙談〉、〈每週一星〉、〈國外藝人表演〉、〈360度的煩惱〉、〈點子〉、〈歌聲舞影〉、〈你儂我儂〉、〈流行歌曲暢銷排行榜〉等。除了〈非廣告〉、〈星際新聞〉等少數單元持續之外，其他單元幾乎都是「見好就收」，理由是觀眾都喜歡新鮮的。由於善用大量短劇及新鮮單元穿插於歌唱節目的進行，《綜藝100》突破了1979年以前綜藝節目固有的型態，創下了高收視率。《綜藝100》每一集的結尾，是由張小燕唱〈再見歌〉：

【張小燕唱：】揮一揮手，不是我心所願；

道一聲再見，又是滿懷依戀。

【合音唱：】為什麼每次，見面總是，那樣地短暫？

為什麼想說，珍重又增，幾分的懷念？

且把——無奈——藏在你我心田，

再用——期盼——細數幾個明天。

【張小燕唱：】朋友——再見——再見————

祝福你——永遠——快樂。

【張小燕口白：】下個禮拜天晚上八點再見！

【合音唱：】綜藝——一百————！

用新人來做節目，是相當冒險的事；但是《綜藝100》大膽起用多位新人演員，稱為「寶貝群」，把每一個單元都演紅了。當時從《綜藝100》出來的新人如劉芳英、李國修、林光寧、馬世莉、張順興、顧寶明、李立群、秦菲菲、陸一龍……等，後來在演藝圈內均有相當大的發揮。
由於《綜藝100》播出五年已顯疲態，加上歐帝威唱片（劉家昌創辦的唱片公司）刊登給《綜藝100》的警告啟事等諸多因素，《綜藝100》終於在1984年10月21日播出最後一集，華視擬先以蘇芮、孫豪、曹西平等歌星的電視專輯墊檔。1984年10月19日，《綜藝100》錄製最後一集，江吉雄、黃昭彥與吳之敬都出席最後一集，第一代寶貝群方芳也出席，把第一個綜藝節目通告獻給此節目的歌手如潘越雲、楊黎蘇、曹西平、姜育恆、黃仲崑等人也出席，而第一集的特別來賓蔣光超也來幽了張小燕一默；此節目的末代寶貝群林光寧與胡瓜，在唱〈再見歌〉時，特別引用麥克阿瑟的名言「我們將會回來」。
2002年2月，張小燕在《天下雜誌》的專訪中說：「在做《綜藝100》的時候，我不是掛製作人，但是我每一個星期都過帶，過到天亮，看怎麼剪接、怎麼編排。戲是我自己導的，劇本是我自己去催的。我一直是這樣做，我沒有多拿一分錢或是掛一個製作人，我就接下來了，一直做，也沒什麼不好。這也是讓我後來能夠到TVBS-G去做的原因。」
2010年10月31日，華視在第一攝影棚舉辦39週年台慶，張小燕與詹森雄在舞台上合唱〈再見歌〉，讓眾人勾起當年《綜藝100》的回憶。開始合唱〈再見歌〉以前，張小燕對詹森雄說：「這首歌，沒有版權，也沒有收到錢（版稅）；但是呢，得到了很多的回憶，每個人都會想起這首歌。」
2015年9月14日，張小燕分析，《綜藝100》是當時的流行指標、是很多歌手（如蔡琴）第一次上的節目，短劇結合當時的時事、生活、家庭話題等；每集播出翌日，學生與上班族都會討論什麼歌曲進榜、哪個短劇內容好笑，可見《綜藝100》受歡迎的程度。
2022年2月，YouTube「華視懷舊頻道」管理員表明，華視已無《綜藝100》版權。

## 單元簡介

華視大樂隊參加〈佳曲介紹〉

〈熱門話題〉

〈100專輯〉

〈星際新聞〉
張小燕扮演「易百拉」主持的短劇單元，源自中國電視公司綜藝節目《歡樂假期》中田路路主持的娛樂新聞單元〈假期新聞〉。易百拉是「星際通訊社」記者，頭戴耳機播報星際新聞，天線、報紙、雜誌、打字機、電話機、咖啡杯擺滿桌。易百拉固定的開場白是「搭啦哩搭啦，我是易百拉」；其旋律來自好萊塢電影《第三類接觸》裡，地球人與外星人溝通時所彈奏的音符。
2002年，黃子佼與卜學亮在華視開設綜藝節目《王牌接班人》，扮演易百拉以致敬張小燕。
〈枕邊細語〉

〈非廣告〉
戲仿電視廣告片段。開場一人從舞台右側將「非廣告」立牌推至舞台中央，然後以每集不同語調講出「非廣告」三字。
〈後窗妙談〉

〈每週一星〉

〈國外藝人表演〉
專門開放國外藝人表演的單元。
〈360度的煩惱〉

〈點子〉

〈歌聲舞影〉

〈你儂我儂〉

〈創作歌謠排行榜〉
《綜藝100》與《民生報》聯合主辦的流行歌曲排行榜，開辦期間為1980年7月至1982年3月底。投票方式是以《民生報》每週刊登的20首歌曲為候選歌曲，將選票剪下後貼在明信片上，寄到「《綜藝100》製作中心」，即算完成投票。每週統計票數高低以決定榜單名次，共揭曉86週。讀者可以推薦其他歌曲，作為擬定下週候選歌曲名單時的參考。奪得第1週至第14週榜首的歌曲是李建復〈龍的傳人〉，第1週第2名是蔡琴〈恰似你的溫柔〉。
〈國語歌曲排行榜〉
《綜藝100》與《民生報》聯合主辦的流行歌曲排行榜，開辦期間為1982年3月底至1983年8月，共揭曉73週；序號則延續〈創作歌謠排行榜〉的序號，亦即第87週至第159週。投票方式同〈創作歌謠排行榜〉，但候選歌曲增為39首。榜單統計資料來源增加了唱片中盤商及北台灣、中台灣、南台灣的唱片行提供的概略發貨數據，與投票結果合併擬定排行順序。
〈流行歌曲暢銷排行金榜〉
《綜藝100》與《民生報》聯合主辦的流行歌曲排行榜，開辦期間為1983年8月至1984年10月，改以唱片銷售量定榜單，不再以投票定榜單；序號則延續〈國語歌曲排行榜〉的序號。每週公布當週排行榜，每季（每年的1月至3月、4月至6月、7月至9月、10月至12月）結算當季累計最暢銷專輯前十名。週排行榜刊登於《民生報》，榜單統計資料來源為唱片中盤商及北台灣、中台灣、南台灣、東台灣的唱片行，不定期以全省、北部、中部、南部的銷售量排定當週榜單，但以全省的銷售量為主。協辦的廣播電台有中國廣播公司、警察廣播電台、台灣廣播公司、正聲廣播公司、台北市政廣播電台、幼獅廣播電台、天聲廣播公司、國聲廣播公司、中華廣播公司與亞洲之聲。在每季頒獎典禮中，以電腦字幕顯示名次，張小燕揭曉名次的順序是從第十名揭曉至第一名。
1983年，《綜藝100》現場直播「民國72年第三季流行歌曲暢銷排行金榜」頒獎典禮，頒獎典禮地點為高雄市勞工育樂中心。
1984年10月，張小燕在主持「民國73年第三季流行歌曲暢銷排行金榜」之後遞出辭呈，《綜藝100》隨之停播。之後《你我他電視周刊》與威星傳播協議，《你我他電視周刊》自第390期（1985年3月16日出版）起重新開始登載〈國語流行歌曲暢銷排行榜〉榜單。
〈流行歌曲暢銷金碟獎〉
《綜藝100》與《民生報》聯合主辦的流行歌曲排行榜。1983年12月舉辦第一屆，1983年12月6日報名截止；1983年全年有國語、閩南語唱片歌曲曾進入〈流行歌曲暢銷排行金榜〉前20名的唱片公司，均可檢附資料寄至「台北市光復南路96巷16號3樓 《綜藝100》製作中心收」（亦即寄至威星傳播）報名；獎項分為「最佳唱片男歌星獎」、「最佳唱片女歌星獎」、「最佳唱片製作獎」、「最佳作曲獎」、「最佳作詞獎」、「最佳編曲獎」、「最佳錄音獎獎」、「最佳造型設計獎」、「最佳唱片封套設計獎」、「最具潛力新人獎」等十個獎項；主辦單位聘請各界專家學者評審後，每項初審入圍再經第二次評審，於1984年1月1日晚間《綜藝100》現場直播頒獎典禮揭曉得獎名單，頒獎典禮地點為中華體育館，每個獎項決選最優一名。
第一屆得獎者如下：最佳唱片製作獎得主為李壽全（蘇芮專輯《一樣的月光》），最佳封套設計獎得主為杜達雄（潘越雲專輯《天天天藍》），最佳造型設計獎得主為杜達雄（潘越雲專輯《錯誤的別離》），最佳編曲獎得主為陳遠（蘇芮專輯《一樣的月光》），最佳錄音獎得主為冠音錄音室（蘇芮專輯《一樣的月光》，錄音師為徐崇憲），最佳作詞獎得主為羅大佑與吳念真（蘇芮歌曲〈一樣的月光〉），最佳作曲獎得主為陳立鷗（潘越雲歌曲〈天天天藍〉），最具潛力新人獎男歌星組得主為印象合唱團，最具潛力新人獎女歌星組得主為麥瑋婷，最佳唱片男歌星獎得主為費玉清，最佳唱片女歌星獎得主為蘇芮。
〈佳曲介紹〉
專為華視大樂隊訂做的音樂演奏單元。
〈歌星歌迷面對面〉
1984年7月推出的單元，每集邀請觀眾100人與他們喜愛的歌星面對面聊天。

## 紀錄
- 1980年，歌林唱片旗下歌星蕭孋珠發表新歌〈迎著風的女孩〉（翻唱自Izhar Cohen與Alphabeta合唱的〈A-Ba-Ni-Bi〉）；《綜藝100》惡搞該曲歌詞，「啊叭哩逼喔玻哩卑，啊叭哩逼喔玻哩卑嘛玻煞巴」被惡搞成「我爸爸在賣玻璃杯，我爸爸在賣玻璃杯還賣掃把」、「我爸爸在賣玻璃杯，我媽媽在賣保溫杯啊保溫杯，我哥哥在賣高腳杯」，使該曲意外爆紅。
- 《綜藝100》曾經榮獲電視金鐘獎綜藝節目獎（1980年、1981年、1984年）、綜藝節目主持人獎（1980年、1981年、1983年）、大眾娛樂節目獎（1980年）、燈光獎（1980年）、編劇獎（1980年）、錄影獎（1980年）。
- 《綜藝100》播出期間，在每周日20點整的黃金時段中，台視一共播過25個節目，中視一共播過22個節目；《綜藝100》用「以不變應萬變」的姿態，和這47個輪番上陣的節目單打獨鬥。直到中視推出港劇《楚留香》，才打敗了《綜藝100》[16]。
- 1981年4月26日播出的《綜藝100》，因廣告播出時間超過六分四十秒，遭行政院新聞局裁處銀元十八萬元罰鍰。

## 外部連結
- 華視台史館 - 綜藝社教 - 創新節目（綜藝類）[永久]
- 綜藝100節目片段（69年創作歌謠） （页面存档备份，存于）
- 綜藝100第100集播出(共有5段，本連結為第一段) （页面存档备份，存于）